# 秘密顧問團
秘密顧問團（camarilla）指的是圍繞在國王或統治者身邊的廷臣或嬖人組織。通常來說，他們不擁有任何官職，或是不在朝廷中擁有正式的政治權力，但在幕後影響統治者。因此，他們也不必為其建議的效果承擔責任。
在英文中，camarilla這個詞彙來源於西班牙語，意思是「小議院」或國王的私人內閣。此詞最早被用於圍繞在西班牙國王費爾南多七世身邊的親信圈子。